# Víctor Manuel Vucetich
Víctor Manuel Vucetich Rojas (ur. 25 czerwca 1955 w Tampico) – meksykański piłkarz pochodzenia argentyńskiego, trener piłkarski.
Vucetich profesjonalnym piłkarzem był przez zaledwie pięć lat, znacznie większe sukcesy odnosząc jako trener. Podczas swojej bogatej kariery w roli szkoleniowca prowadził dwanaście klubów, z którymi zdobył łącznie czternaście tytułów. Pięciokrotnie wywalczył mistrzostwo Meksyku, trzykrotnie Ligę Mistrzów CONCACAF, trzy razy puchar Meksyku oraz dwukrotnie drugą ligę meksykańską, a raz triumfował w rozgrywkach InterLigi. W 2013 roku na krótko był selekcjonerem reprezentacji Meksyku.
W nawiązaniu do licznych osiągnięć często określany w ojczyźnie przydomkiem „Rey Midas” („Król Midas”).

## Kariera klubowa
Vucetich urodził się w meksykańskim mieście Tampico, gdzie po zakończeniu kariery w tamtejszym Tampico Madero FC wraz z rodziną osiadł jego ojciec – argentyński piłkarz José Antonio Vucetich. Wychowywał się razem z trójką rodzeństwa – Nancy, Antonio i Miguelem. Za namową ojca w wieku piętnastu lat przeniósł się do stołecznego miasta Meksyk, gdzie zapisał się do akademii młodzieżowej klubu Pumas UNAM. Początkowo występował na pozycji napastnika, później był systematycznie cofany; najpierw do linii pomocy, a później na boczną obronę. Po upływie kilku lat przeszedł do innego zespołu ze stolicy – Club América, gdzie przez cztery sezony występował w rezerwach, występując w nich z przyszłymi gwiazdami meksykańskiej piłki, jak Cristóbal Ortega, bracia Alfredo Tena i Luis Fernando Tena, Pedro Soto, Vinicio Bravo czy Javier Aguirre. Nie potrafił jednak przebić się do pierwszego zespołu, wobec czego odszedł do drugoligowego CD Cuautla. Profesjonalną karierę rozpoczynał natomiast w innym klubie ze stolicy – Atlante FC.
W meksykańskiej Primera División Vucetich zadebiutował za kadencji szkoleniowca Ernesto Cisnerosa, 6 września 1978 w spotkaniu z Unión de Curtidores, które zakończyło się remisem 2:2. Od razu został podstawowym graczem Atlante i pozostawał nim przez następne dwa lata, po czym stracił miejsce w wyjściowym składzie i ostatni sezon w klubie rozegrał jako rezerwowy. W lipcu 1981 podpisał umowę z drugoligowym CF Oaxtepec (będącym filią Atlante), w którym na koniec rozgrywek 1981/1982 awansował do najwyższej klasy rozgrywkowej. W barwach tej drużyny strzelił swojego jedynego gola w pierwszej lidze meksykańskiej, 23 lutego 1983 w zremisowanej 1:1 konfrontacji z Pueblą. Ogółem w Primera División rozegrał 108 spotkań, nie odnosząc jednak żadnych sukcesów. Karierę piłkarską musiał zakończyć w wieku zaledwie 28 lat po operacji wyrostka robaczkowego.

## Kariera trenerska
Po przedwczesnym zakończeniu kariery Vucetich ukończył kurs trenerski. W późniejszym czasie pracował jako urzędnik w stołecznej dzielnicy Tlalpan, a także zajmował się prowadzeniem szkolnych zespołów. Krótko prowadził trzecioligowy San Mateo Atenco, zaś w połowie lat 80. rękę wyciągnął do niego były szkoleniowiec z rezerw Club América i CF Oaxtepec – Edelmiro Arnauda, zatrudniając go jako swojego asystenta w Atlante FC. Pierwszą samodzielną pracę jako trener Vucetich podjął kilka lat później w drugoligowych rezerwach Atlante – klubie Potros Cuautla (później Potros Neza), którego już w sezonie 1988/1989 wprowadził do Primera División. Zaraz po awansie władze drużyny sprzedały licencję Potros, przez co zespół nie przystąpił ostatecznie do rozgrywek, jednak sam Vucetich szybko znalazł nowego pracodawcę – Club León, niedawnego spadkowicza z pierwszej ligi meksykańskiej. Tam w sezonie 1989/1990 powtórzył sukces odniesiony przed rokiem z Potros, ponownie awansując na najwyższy szczebel rozgrywek.
Swój premierowy mecz w pierwszej lidze Vucetich poprowadził 29 września 1990; jego León przegrał wtedy z Monterrey wynikiem 1:2. Podczas debiutanckiego sezonu na szczeblu Primera División odnosił przeciętne wyniki, lecz już podczas kolejnych rozgrywek 1991/1992 – mając zaledwie 37 lat – wywalczył ze swoją drużyną tytuł mistrza Meksyku. León pokonał wówczas w dwumeczu finałowym drużynę Puebli (0:0, 2:0). W następnym sezonie Vucetich doprowadził swoją drużynę do półfinału ligowej fazy play-off, a po jego zakończeniu zdecydował się odejść z klubu po czterech latach w nim spędzonych.
W 1993 roku Vucetich podpisał umowę z zespołem Tecos UAG z siedzibą w Guadalajarze. Tam potwierdził zdobytą w Leónie reputację uznanego szkoleniowca – pierwszą porażkę jako trener Tecos poniósł dopiero w piętnastym meczu na tym stanowisku, a na koniec rozgrywek 1993/1994 jego drużyna zdobyła pierwsze i jak dotąd jedyne w historii klubu mistrzostwo Meksyku. W finałowym dwumeczu świetnie spisująca się od początku sezonu ekipa Tecos okazała się lepsza od Santosu Laguna (0:1, 2:0). Po zdobyciu tytułu władze klubu zaoferowały szkoleniowcowi opiewający na aż dwadzieścia lat kontrakt, którego ostatecznie nie przyjął. W kolejnym sezonie Tecos odnotowali słabszy wynik, odpadając już w ćwierćfinale play-offów. Bezpośrednio po tym Vucetich odszedł z Tecos.
W 1995 roku Vucetich podjął pracę w walczącej o utrzymanie w najwyższej klasie rozgrywkowej ekipie Tigres UANL z miasta Monterrey. Prowadził ją przez kolejny rok i w sezonie 1995/1996 zdobył z nią krajowy puchar – Copa México, po finałowym zwycięstwie nad Atlasem w dwumeczu (1:1, 1:0). Jednocześnie jednak jego zespół po 22 latach gry w Primera División spadł do drugiej ligi meksykańskiej, bezpośrednio po tym szkoleniowiec odszedł z ekipy. Sam pozostał jednak na najwyższym szczeblu rozgrywkowym, podpisując umowę ze stołecznym Cruz Azul. Z tym klubem drugi raz z rzędu wygrał rozgrywki Copa México – w sezonie 1996/1997 – po wygranej w finale nad Toros Neza (2:0), lecz w tym samym czasie jego podopieczni słabo spisywali się w lidze, nie potrafiąc zakwalifikować się do fazy play-off. Postawa prezentowana przez zespół w Primera División zaowocowała odejściem szkoleniowca w marcu 1997. Kilka miesięcy później po raz drugi został zatrudniony w Tecos UAG, lecz tym razem nie potrafił nawiązać do osiągnięć odnoszonych z tą ekipą podczas pierwszego w niej pobytu. Przez pierwsze pół roku jego zespół wygrał tylko trzy mecze, aby wiosną 1998 zanotować serię dziewięciu meczów bez porażki z rzędu i zakwalifikować się do play-offów, z których odpadł już w ćwierćfinale. Stanowisko szkoleniowca Tecos po raz drugi opuścił w sierpniu 1998.
W 1999 roku Vucetich został szkoleniowcem kolejnego z zespołów, który prowadził już kilka lat wcześniej – Club León. Drużynę tę trenował za drugim razem tylko przez pół roku, notując bardzo słabe wyniki – w siedemnastu spotkaniach poniósł aż jedenaście porażek i po zakończeniu sezonu został zwolniony. We wrześniu tego samego roku zastąpił Miguela Mejíę Baróna na stanowisku trenera Tigres UANL. Mimo iż między październikiem 1999 a styczniem 2000 jego drużyna nie przegrała żadnego spotkania, generalnie spisywała się przeciętnie i nie odnotowała żadnego znaczącego osiągnięcia, przez co na koniec rozgrywek pożegnał się z posadą. W październiku 2001 podpisał umowę z beniaminkiem najwyższej klasy rozgrywkowej – CF La Piedad. Na koniec fazy Invierno 2001 jego ekipa zajęła ostatnie miejsce w tabeli, zostając pewnym kandydatem do spadku, lecz w kolejnym, wiosennym sezonie Verano 2002 okazała się rewelacją rozgrywek, kończąc je na drugiej lokacie i niespodziewanie kwalifikując się do fazy play-off. Tam odpadła po dwumeczu ćwierćfinałowym, a po zakończeniu sezonu La Piedad został rozwiązany, gdy jego zarząd zdecydował się sprzedać swoją licencję klubowi Querétaro FC.
We wrześniu 2002 Vucetich zastąpił Gustavo Vargasa na stanowisku szkoleniowca zespołu Puebla FC. Tam odnosił przeciętne wyniki, nie awansując się do play-offów, lecz władze klubu zdecydowały się przedłużyć z nim wygasający z końcem roku kontrakt. Został zwolniony w marcu 2003, po tym, jak w ośmiu pierwszych kolejkach sezonu jego podopieczni ponieśli aż sześć porażek. W połowie tego samego roku został zatrudniony przez drużynę CF Pachuca, z którą już w pierwszym sezonie – Apertura 2003 – zdobył trzecie w swojej karierze mistrzostwo Meksyku, pokonując w dwumeczu finałowym Tigres UANL (3:1, 0:1). W kolejnych rozgrywkach zespół spisał się znacznie słabiej, odpadając z play-offów już w repasażach, a na koniec sezonu notując serię siedmiu meczów bez zwycięstwa. Wskutek niesatysfakcjonujących występów Vucetich złożył dymisję, która została przyjęta przez zarząd Pachuki.
W marcu 2005 Vucetich został szkoleniowcem drużyny Tiburones Rojos de Veracruz, którą poprowadził tylko w dziesięciu spotkaniach do końca sezonu, po czym został zwolniony z powodu słabych wyników. Na to samo stanowisku powrócił jednak kilka miesięcy później, w marcu 2006 i tym razem poprowadził drużynę przez dłuższy okres niż za pierwszej kadencji, bo aż do sierpnia 2006. Z zespołem Veracruz nie odniósł jednak żadnych sukcesów i zarząd zdecydował się go zwolnić po raz kolejny. W lutym 2007 został następcą Eduardo de la Torre jako szkoleniowca niedawno powstałej ekipy Jaguares de Chiapas z siedzibą w Tuxtla Gutiérrez. Zespół ten trenował przez kolejne siedem miesięcy, nie notując z nim żadnego większego osiągnięcia, a jego drużyna przeciętnie spisywała się w rozgrywkach ligowych. Po odejściu z Jaguares przez pewien czas pracował jako komentator sportowy w stacji Televisa Deportes.
W styczniu 2009 Vucetich podpisał umowę z klubem CF Monterrey, zastępując na stanowisku szkoleniowca Ricardo La Volpe – swojego byłego kolegę z Atlante i Oaxtepec. Podczas pierwszego sezonu jego podopieczni zdołali się zakwalifikować do fazy play-off, jednak odpadli z niej już w ćwierćfinale. Mimo to w kolejnych, jesiennych rozgrywkach Apertura 2009 ekipa Monterrey wywalczyła tytuł mistrza Meksyku, już czwarty w karierze trenerskiej Vuceticha, który został wówczas wybrany w plebiscycie Meksykańskiego Związku Piłki Nożnej na najlepszego trenera sezonu. Piłkarze z północnego wschodu kraju pokonali wtedy w dwumeczu finałowym ligi meksykańskiej Cruz Azul (4:3, 2:1). W styczniu 2010 Vucetich triumfował ze swoją drużyną w rozgrywkach kwalifikacyjnych do Copa Libertadores – InterLidze, lecz w samym Pucharze Wyzwolicieli Monterrey odpadło już w fazie grupowej. Mimo to drużyna wciąż świetnie prezentowała się w lidze, wiosną 2010 notując serię piętnastu spotkań z rzędu bez porażki. Po Mistrzostwach Świata w RPA – dzięki dobrej pracy wykonywanej w Monterrey – Vucetich był najpoważniejszym kandydatem do zastąpienia Javiera Aguirre na stanowisku selekcjonera, lecz mimo negocjacji z federacją piłkarską, z powodów osobistych zrezygnował z ubiegania się o tę posadę.
W jesiennym sezonie Apertura 2010 prowadzona przez Vuceticha drużyna Monterrey zdobyła kolejne mistrzostwo Meksyku, piąte w karierze trenera (ponownie wybranego wówczas w plebiscycie związku piłkarskiego na najlepszego szkoleniowca rozgrywek), tym razem wygrywając w dwumeczu z Santosem Laguna (2:3, 3:0). W 2011 roku poprowadził Monterrey do premierowego triumfu w najbardziej prestiżowych rozgrywkach północnoamerykańskiego kontynentu – Ligi Mistrzów CONCACAF, w których dwumeczu finałowym jego podopieczni pokonali amerykański Real Salt Lake (2:2, 1:0). Dzięki temu zwycięstwu w grudniu 2011 meksykańska drużyna wzięła udział w Klubowych Mistrzostwach Świata, gdzie jednak zajęła dopiero piąte miejsce. We wiosennych rozgrywkach Clausura 2012 Vucetich zdobył z Monterrey wicemistrzostwo kraju, przegrywając swój pierwszy finał w karierze trenerskiej – jego zawodnicy ulegli w dwumeczu finałowym Santosowi Laguna (1:1, 1:2).
W 2012 roku podopieczni Vuceticha powtórzyli swój sukces sprzed roku, ponownie triumfując w rozgrywkach Ligi Mistrzów CONCACAF, tym razem po finałowym zwycięstwie z Santosem Laguna (2:0, 1:2). Wskutek tego piłkarze Monterrey zimą ponownie wyjechali do Japonii na Klubowe Mistrzostwa Świata, gdzie tym razem spisali się lepiej niż poprzednio, odpadając dopiero w półfinale po przegranej konfrontacji z Chelsea (1:3), a następnie wygrywając w spotkaniu o trzecie miejsce. W 2013 roku po raz trzeci z rzędu poprowadził swoją ekipę do zwycięstwa w Lidze Mistrzów CONCACAF, znów pokonując w finale Santos Laguna (0:0, 4:2). Tym samym Monterrey został dopiero drugim klubem, który trzy razy z rzędu zdobył to trofeum (po osiągnięciu Cruz Azul z lat 1969–1971). W sierpniu 2013, po serii słabych wyników (od początku sezonu tylko jedno zwycięstwo w siedmiu meczach) Vucetich odszedł ze stanowiska trenera Monterrey po okresie ponad czterech lat pracy w tym zespole. Jest uznawany za jedną z największych legend klubu i najlepszego szkoleniowca w jego historii, prowadzona przez niego w latach 2009–2013 drużyna jest również w powszechnej opinii najwybitniejszą w dziejach drużyny z Estadio Tecnológico.
We wrześniu 2013 Vucetich został wybrany na nowego selekcjonera reprezentacji Meksyku, zastępując na tym stanowisku José Manuela de la Torre. Pogrążoną wówczas w głębokim kryzysie kadrę narodową poprowadził jednak tylko w dwóch spotkaniach – z Panamą (2:1) i Kostaryką (1:2) w ramach eliminacji do Mistrzostw Świata 2014, kwalifikując się z nią do interkontynentalnych barażów o udział w mundialu. Po zaledwie miesiącu pracy został zwolniony przez Meksykański Związek Piłki Nożnej i zastąpiony przez Miguela Herrerę. Do pracy trenerskiej powrócił w lutym 2015, podpisując umowę z ekipą Querétaro FC, w której zajął miejsce Ignacio Ambríza. Od razu wydźwignął zespół z kryzysu i już w pierwszym, wiosennym sezonie Clausura 2015 doprowadził go do wicemistrzostwa Meksyku, przegrywając w dwumeczu finałowym z Santosem Laguna (0:5, 3:0). W rozgrywkach Apertura 2016 zdobył natomiast krajowy puchar, będący zarazem pierwszym trofeum w dziejach Querétaro, zwyciężając w finale po serii jedenastek z Guadalajarą (0:0, 3:2 k). Został zwolniony już trzy miesiące później, w konsekwencji serii słabszych rezultatów.

## Statystyki kariery

### Klubowe
| Cuautla  | 1976–1977 | Meksyk | Ascenso MX | ?   | ? | — | — | — | — | — | ?   | ? |
| Cuautla  | 1977–1978 | Meksyk | Ascenso MX | ?   | ? | — | — | — | — | — | ?   | ? |
| Atlante  | 1978–1979 | Meksyk | Liga MX    | 26  | 0 | — | — | — | — | — | 26  | 0 |
| Atlante  | 1979–1980 | Meksyk | Liga MX    | 39  | 0 | — | — | — | — | — | 39  | 0 |
| Atlante  | 1980–1981 | Meksyk | Liga MX    | 11  | 0 | — | — | — | — | — | 11  | 0 |
| Oaxtepec | 1981–1982 | Meksyk | Ascenso MX | ?   | ? | — | — | — | — | — | ?   | ? |
| Oaxtepec | 1982–1983 | Meksyk | Liga MX    | 32  | 1 | — | — | — | — | — | 32  | 1 |
| Ogółem   | Ogółem    | Ogółem | Ogółem     | 108 | 1 | — | — | — | — | — | 108 | 1 |

### Trenerskie
| San Mateo Atenco | 1986–1987     | Meksyk        | Segunda División | ?          | ?          | ?          | ?          | ?          | —            | —            | —            | —            | —              | —              | —              | —              | —              | —              | —              | ?      | ?      | ?      | ?      | ?      |
| Potros Cuautla   | 1987–1988     | Meksyk        | Ascenso MX       | ?          | ?          | ?          | ?          | ?          | —            | —            | —            | —            | —              | —              | —              | —              | —              | —              | —              | ?      | ?      | ?      | ?      | ?      |
| Potros Neza      | 1988–1989     | Meksyk        | Ascenso MX       | ?          | ?          | ?          | ?          | ?          | —            | —            | —            | —            | —              | —              | —              | —              | —              | —              | —              | ?      | ?      | ?      | ?      | ?      |
| León             | 1989–1990     | Meksyk        | Ascenso MX       | ?          | ?          | ?          | ?          | ?          | —            | —            | —            | —            | —              | —              | —              | —              | —              | —              | —              | ?      | ?      | ?      | ?      | ?      |
| León             | 1990–1991     | Meksyk        | Liga MX          | 38         | 16         | 9          | 13         | 42%        | 8            | 2            | 4            | 2            | 25%            | —              | —              | —              | —              | —              | —              | 46     | 18     | 13     | 15     | 39%    |
| León             | 1991–1992     | Meksyk        | Liga MX          | 44         | 19         | 16         | 9          | 43%        | 7            | 3            | 2            | 2            | 43%            | —              | —              | —              | —              | —              | —              | 51     | 22     | 18     | 11     | 43%    |
| León             | 1992–1993     | Meksyk        | Liga MX          | 42         | 19         | 14         | 9          | 45%        | —            | —            | —            | —            | —              | —              | —              | —              | —              | —              | —              | 42     | 19     | 14     | 9      | 45%    |
| UAG              | 1993–1994     | Meksyk        | Liga MX          | 44         | 20         | 18         | 6          | 45%        | —            | —            | —            | —            | —              | —              | —              | —              | —              | —              | —              | 44     | 20     | 18     | 6      | 45%    |
| UAG              | 1994–1995     | Meksyk        | Liga MX          | 40         | 15         | 14         | 11         | 38%        | 4            | 3            | 1            | 0            | 75%            | LMC            | 2              | 2              | 0              | 0              | 100%           | 46     | 20     | 15     | 11     | 43%    |
| UANL             | 1995–1996     | Meksyk        | Liga MX          | 38         | 13         | 14         | 11         | 34%        | 7            | 4            | 2            | 1            | 57%            | —              | —              | —              | —              | —              | —              | 45     | 17     | 16     | 12     | 38%    |
| Cruz Azul        | 1996–1997     | Meksyk        | Liga MX          | 26         | 8          | 6          | 12         | 31%        | 9            | 6            | 2            | 1            | 67%            | LMC            | 4              | 3              | 0              | 1              | 75%            | 39     | 17     | 8      | 14     | 44%    |
| UAG              | 1997–1998     | Meksyk        | Liga MX          | 38         | 14         | 10         | 14         | 37%        | —            | —            | —            | —            | —              | —              | —              | —              | —              | —              | —              | 38     | 14     | 10     | 14     | 37%    |
| UAG              | 1998–1999     | Meksyk        | Liga MX          | 3          | 0          | 1          | 2          | 0%         | —            | —            | —            | —            | —              | —              | —              | —              | —              | —              | —              | 3      | 0      | 1      | 2      | 0%     |
| León             | 1998–1999     | Meksyk        | Liga MX          | 17         | 5          | 1          | 11         | 29%        | —            | —            | —            | —            | —              | —              | —              | —              | —              | —              | —              | 17     | 5      | 1      | 11     | 29%    |
| UANL             | 1999–2000     | Meksyk        | Liga MX          | 29         | 9          | 12         | 8          | 31%        | —            | —            | —            | —            | —              | —              | —              | —              | —              | —              | —              | 29     | 9      | 12     | 8      | 31%    |
| La Piedad        | 2001–2002     | Meksyk        | Liga MX          | 28         | 15         | 3          | 10         | 54%        | —            | —            | —            | —            | —              | —              | —              | —              | —              | —              | —              | 28     | 15     | 3      | 10     | 54%    |
| Puebla           | 2002–2003     | Meksyk        | Liga MX          | 19         | 6          | 2          | 11         | 32%        | —            | —            | —            | —            | —              | —              | —              | —              | —              | —              | —              | 19     | 6      | 2      | 11     | 32%    |
| Pachuca          | 2003–2004     | Meksyk        | Liga MX          | 46         | 19         | 15         | 12         | 41%        | —            | —            | —            | —            | —              | LMC            | 2              | 1              | 0              | 1              | 50%            | 48     | 20     | 15     | 13     | 42%    |
| Veracruz         | 2004–2005     | Meksyk        | Liga MX          | 10         | 2          | 4          | 4          | 20%        | —            | —            | —            | —            | —              | —              | —              | —              | —              | —              | —              | 10     | 2      | 4      | 4      | 20%    |
| Veracruz         | 2005–2006     | Meksyk        | Liga MX          | 10         | 4          | 4          | 2          | 40%        | —            | —            | —            | —            | —              | —              | —              | —              | —              | —              | —              | 10     | 4      | 4      | 2      | 40%    |
| Veracruz         | 2006–2007     | Meksyk        | Liga MX          | 6          | 2          | 1          | 3          | 33%        | —            | —            | —            | —            | —              | —              | —              | —              | —              | —              | —              | 6      | 2      | 1      | 3      | 33%    |
| Chiapas          | 2006–2007     | Meksyk        | Liga MX          | 12         | 4          | 3          | 5          | 33%        | —            | —            | —            | —            | —              | —              | —              | —              | —              | —              | —              | 12     | 4      | 3      | 5      | 33%    |
| Chiapas          | 2007–2008     | Meksyk        | Liga MX          | 7          | 1          | 3          | 3          | 14%        | —            | —            | —            | —            | —              | —              | —              | —              | —              | —              | —              | 7      | 1      | 3      | 3      | 14%    |
| Monterrey        | 2008–2009     | Meksyk        | Liga MX          | 19         | 7          | 6          | 6          | 37%        | —            | —            | —            | —            | —              | —              | —              | —              | —              | —              | —              | 19     | 7      | 6      | 6      | 37%    |
| Monterrey        | 2009–2010     | Meksyk        | Liga MX          | 42         | 23         | 11         | 8          | 55%        | 4            | 1            | 3            | 0            | 25%            | CL             | 6              | 1              | 3              | 2              | 17%            | 52     | 25     | 17     | 10     | 48%    |
| Monterrey        | 2010–2011     | Meksyk        | Liga MX          | 42         | 19         | 13         | 10         | 45%        | —            | —            | —            | —            | —              | LMC            | 12             | 9              | 3              | 0              | 75%            | 54     | 28     | 16     | 10     | 52%    |
| Monterrey        | 2011–2012     | Meksyk        | Liga MX          | 40         | 18         | 11         | 11         | 45%        | —            | —            | —            | —            | —              | LMC + KMŚ      | 14             | 9              | 2              | 3              | 64%            | 54     | 27     | 13     | 14     | 50%    |
| Monterrey        | 2012–2013     | Meksyk        | Liga MX          | 40         | 13         | 13         | 14         | 33%        | —            | —            | —            | —            | —              | LMC + KMŚ      | 13             | 10             | 2              | 1              | 77%            | 53     | 23     | 15     | 15     | 43%    |
| Monterrey        | 2013–2014     | Meksyk        | Liga MX          | 7          | 1          | 3          | 3          | 14%        | 3            | 2            | 1            | 0            | 67%            | —              | —              | —              | —              | —              | —              | 10     | 3      | 4      | 3      | 30%    |
| Reprezentacja    | Rok           | Kraj          |                  | Towarzysko | Towarzysko | Towarzysko | Towarzysko | Towarzysko | Eliminacje   | Eliminacje   | Eliminacje   | Eliminacje   | Eliminacje     | Turnieje       | Turnieje       | Turnieje       | Turnieje       | Turnieje       | Turnieje       | Ogółem | Ogółem | Ogółem | Ogółem | Ogółem |
| Reprezentacja    | Rok           | Kraj          | M                | Z          | R          | P          | %          | M          | Z            | R            | P            | %            | Rozgrywki      | M              | Z              | R              | P              | %              | M              | Z      | R      | P      | %      |        |
| Meksyk           | 2013          | Meksyk        |                  | —          | —          | —          | —          | —          | 2            | 1            | 0            | 1            | 50%            | —              | —              | —              | —              | —              | —              | 2      | 1      | 0      | 1      | 50%    |
| Klub             | Sezon         | Kraj          | Rozgrywki        | Liga       | Liga       | Liga       | Liga       | Liga       | Puchar kraju | Puchar kraju | Puchar kraju | Puchar kraju | Puchar kraju   | Międzynarodowe | Międzynarodowe | Międzynarodowe | Międzynarodowe | Międzynarodowe | Międzynarodowe | Ogółem | Ogółem | Ogółem | Ogółem | Ogółem |
| Klub             | Sezon         | Kraj          | Rozgrywki        | M          | Z          | R          | P          | %          | M            | Z            | R            | P            | %              | Rozgrywki      | M              | Z              | R              | P              | %              | M      | Z      | R      | P      | %      |
| Querétaro        | 2014–2015     | Meksyk        | Liga MX          | 16         | 10         | 1          | 5          | 63%        | 3            | 1            | 2            | 0            | 33%            | —              | —              | —              | —              | —              | —              | 19     | 11     | 3      | 5      | 58%    |
| Querétaro        | 2015–2016     | Meksyk        | Liga MX          | 34         | 11         | 8          | 15         | 32%        | —            | —            | —            | —            | —              | LMC            | 8              | 3              | 3              | 2              | 38%            | 42     | 14     | 11     | 17     | 33%    |
| Querétaro        | 2016–2017     | Meksyk        | Liga MX          | 21         | 5          | 7          | 9          | 24%        | 9            | 5            | 3            | 1            | 56%            | —              | —              | —              | —              | —              | —              | 30     | 10     | 10     | 10     | 33%    |
| Ogółem           |               |               |                  |            |            |            |            |            |              |              |              |              |                |                |                |                |                |                |                |        |        |        |        |        |
| Meksyk           | Meksyk        | Meksyk        | 737              | 293        | 216        | 228        | 39%        | 54         | 27           | 20           | 7            | 50%          | LMC + CL + KMŚ | 61             | 38             | 13             | 10             | 62%            | 873            | 363    | 256    | 254    | 42%    |        |
| Reprezentacje    | Reprezentacje | Reprezentacje | —                | —          | —          | —          | —          | 2          | 1            | 0            | 1            | 50%          | —              | —              | —              | —              | —              | —              | 2              | 1      | 0      | 1      | 50%    |        |
| Ogółem           | Ogółem        | Ogółem        | Ogółem           | 737        | 293        | 216        | 228        | 39%        | 56           | 28           | 20           | 8            | 50%            | LMC + CL + KMŚ | 61             | 38             | 13             | 10             | 62%            | 875    | 364    | 256    | 255    | 42%    |

- LMC – Liga Mistrzów CONCACAF
- CL – Copa Libertadores
- KMŚ – Klubowe Mistrzostwa Świata